# Preußische P 1
In die Gattung P 1 der Preußischen Staatseisenbahnen wurden im Jahr 1905 insgesamt 100 Personenzuglokomotiven eingeordnet, die sowohl von den zahlreichen Vorgängerbahnen der Preußischen Staatseisenbahnen wie auch von der Staatsbahn selbst beschafft worden waren. Bis auf eine Ausnahme hatten alle die Achsformel 1B. Die eine Ausnahme war die letzte Lokomotive einer Serie von 14 Lokomotiven mit der Achsformel C, die Vulkan in den Jahren 1873 und 1874 an die Thüringische Eisenbahn geliefert hatte. Sie trug ab 1906 die Nummer P 1 Erfurt 1550.

## P 1 (P 2, P 3) Ruhr-Sieg-Typ
Die Bergisch-Märkische Eisenbahn beschaffte in den Jahren 1873–1882 insgesamt 34 Lokomotiven des älteren Ruhr-Sieg-Typs für die Strecke Hagen–Siegen. Drei weitere gingen an die Saarbrücker Eisenbahn. Die Lokomotiven hatten die Achsformel 1'B, da die vordere Laufachse wegen der besseren Kurvengängigkeit in einem Bisselgestell radial verschiebbar war. Ab dem Jahr 1885 wurde der Ruhr-Sieg-Typ auch direkt von der Preußischen Staatseisenbahnen beschafft und ab 1889 noch einmal modernisiert und verstärkt. Dieser jüngere Ruhr-Sieg-Typ, für den auch ein Musterblatt nach den preußischen Normalien aufgestellt wurde, ist bis 1891 in 56 Exemplaren beschafft worden. Außerdem wurden für die Weimar-Geraer Bahn eine und für die Werrabahn vier Lokomotiven des Ruhr-Sieg-Typs beschafft.
Im Jahr 1905 wurden die Lokomotiven der Direktionen Erfurt und Essen in P 1, die der Direktionen Elberfeld, Frankfurt und Cassel in P 2, sowie die Lokomotiven der Werrabahn in P 3 umgezeichnet. Keine der Lokomotiven kam noch zur Deutschen Reichsbahn.
Die Lokomotiven verfügten zunächst über keine Bremsen, erst die jüngere Ruhr-Sieg-Lok bekam serienmäßig eine Kniehebelbremse zwischen den Kuppelrädern, später doppeltwirkend ausgeführt. Auch die älteren Loks wurden damit ausgerüstet. Ab 1885 erhielten die Lokomotiven eine Druckluftbremsen für den Tender und als Zugbremse.